# Lista meczów reprezentacji Meksyku w piłce nożnej mężczyzn prowadzonej przez Svena-Görana Erikssona
Zestawienie spotkań reprezentacji Meksyku pod wodzą Svena-Görana Erikssona.

## Oficjalne międzynarodowe spotkania
| Nr | Przeciwnik        | Miejsce          | Data                 | Rozgrywki             | Wynik (Meksyk – przeciwnik) | Przypisy |
| -- | ----------------- | ---------------- | -------------------- | --------------------- | --------------------------- | -------- |
| 1  | Honduras          | m. Meksyk        | 21 sierpnia 2008     | Eliminacje do MŚ 2010 | 2:1                         | [ 1 ]    |
| 2  | Jamajka           | m. Meksyk        | 7 września 2008      | Eliminacje do MŚ 2010 | 3:0                         | [ 2 ]    |
| 3  | Kanada            | Tuxtla Gutiérrez | 11 września 2008     | Eliminacje do MŚ 2010 | 2:1                         | [ 3 ]    |
| 4  | Chile             | Carson           | 24 września 2008     | Mecz towarzyski       | 0:1                         | [ 4 ]    |
| 5  | Jamajka           | Kingston         | 12 października 2008 | Eliminacje do MŚ 2010 | 0:1                         | [ 5 ]    |
| 6  | Kanada            | Edmonton         | 16 października 2008 | Eliminacje do MŚ 2010 | 2:2                         | [ 6 ]    |
| 7  | Ekwador           | Phoenix          | 13 listopada 2008    | Mecz towarzyski       | 2:1                         | [ 7 ]    |
| 8  | Honduras          | San Pedro Sula   | 20 listopada 2008    | Eliminacje do MŚ 2010 | 0:1                         | [ 8 ]    |
| 9  | Szwecja           | Oakland          | 29 stycznia 2008     | Mecz towarzyski       | 0:1                         | [ 9 ]    |
| 10 | Stany Zjednoczone | Columbus         | 12 lutego 2009       | Eliminacje do MŚ 2010 | 0:2                         | [ 10 ]   |
| 11 | Boliwia           | Commerce City    | 12 marca 2009        | Mecz towarzyski       | 5:1                         | [ 11 ]   |
| 12 | Kostaryka         | m. Meksyk        | 19 marca 2009        | Eliminacje do MŚ 2010 | 2:0                         | [ 12 ]   |
| 13 | Honduras          | San Pedro Sula   | 2 kwietnia 2009      | Eliminacje do MŚ 2010 | 1:3                         | [ 13 ]   |

## Bilans
|                 | Zwycięstwa | Remisy | Porażki |
| Ogółem          | 6          | 1      | 6       |
| Dom             | 4          | 0      | 0       |
| Wyjazd          | 0          | 1      | 4       |
| Neutralny teren | 2          | 0      | 2       |

|      | Zwycięstwa | Remisy | Porażki |
| 2008 | 4          | 1      | 4       |
| 2009 | 2          | 0      | 2       |

|                 | Strzelone | Stracone |
| Ogółem          | 19        | 15       |
| Dom             | 9         | 2        |
| Wyjazd          | 3         | 9        |
| Neutralny teren | 7         | 4        |

|      | Zwycięstwa | Remisy | Porażki |
| 2008 | 4          | 1      | 4       |
| 2009 | 2          | 0      | 2       |

|                 | Strzelone | Stracone |
| Ogółem          | 19        | 15       |
| Dom             | 9         | 2        |
| Wyjazd          | 3         | 9        |
| Neutralny teren | 7         | 4        |

|      | Strzelone | Stracone |
| 2008 | 11        | 9        |
| 2009 | 8         | 6        |

|                 | Zwycięstwa | Remisy | Porażki |
| Ogółem          | 6          | 1      | 6       |
| Dom             | 4          | 0      | 0       |
| Wyjazd          | 0          | 1      | 4       |
| Neutralny teren | 2          | 0      | 2       |

|      | Zwycięstwa | Remisy | Porażki |
| 2008 | 4          | 1      | 4       |
| 2009 | 2          | 0      | 2       |

|                 | Strzelone | Stracone |
| Ogółem          | 19        | 15       |
| Dom             | 9         | 2        |
| Wyjazd          | 3         | 9        |
| Neutralny teren | 7         | 4        |

|      | Zwycięstwa | Remisy | Porażki |
| 2008 | 4          | 1      | 4       |
| 2009 | 2          | 0      | 2       |

|                 | Strzelone | Stracone |
| Ogółem          | 19        | 15       |
| Dom             | 9         | 2        |
| Wyjazd          | 3         | 9        |
| Neutralny teren | 7         | 4        |

|      | Strzelone | Stracone |
| 2008 | 11        | 9        |
| 2009 | 8         | 6        |

## Rekordy
- Największe zwycięstwo: z Boliwią – 5:1 (12.03.2009, Commerce City)
- Największa porażka: z USA – 0:2 (12.02.2009, Columbus) i z Hondurasem – 1:3 (02.04.2009, San Pedro Sula)
- Najdłuższa seria zwycięstw: 3 (Honduras, Jamajka, Kanada)
- Najdłuższa seria bez porażki: 3 (Honduras, Jamajka, Kanada)
- Najszybciej strzelony gol: Andrés Guardado – z Jamajką (2. min)
- Najszybciej stracony gol: Isaac Mina – z Ekwadorem (8. min)
- Najlepszy strzelec: Matías Vuoso (4 bramki)

## Strzelcy
| Lp | Piłkarz             | Gole                  |
| -- | ------------------- | --------------------- |
| 1. | Matías Vuoso        | Gol · Gol · Gol · Gol |
| 2. | Pável Pardo         | Gol · Gol · Gol       |
| 3. | Omar Bravo          | Gol · Gol             |
| 4. | Andrés Guardado     | Gol                   |
| 4. | Fernando Arce       | Gol                   |
| 4. | Jonny Magallón      | Gol                   |
| 4. | Rafael Márquez      | Gol                   |
| 4. | Carlos Salcido      | Gol                   |
| 4. | Leobardo López      | Gol                   |
| 4. | Leandro Augusto     | Gol                   |
| 4. | Sergio Santana      | Gol                   |
| 4. | José María Cárdenas | Gol                   |
| 4. | Nery Castillo       | Gol                   |

## Szczegóły
| 21 sierpnia 2008 | Meksyk · Pável Pardo 73', 75' | 2:1(0:1) | Honduras · Julio César de León 25' | m. Meksyk, Estadio Azteca Widzów: 105 000 Sędzia: Joel Aguilar |
|                  |                               |          |                                    |                                                                |

Meksyk: Oswaldo Sánchez – Jonny Magallón, Rafael Márquez, Ricardo Osorio, Carlos Salcido – Fernando Arce (70. Cuauhtémoc Blanco), Giovani dos Santos (56. Guillermo Franco), Andrés Guardado, Leandro Augusto, Pável Pardo – Carlos Vela (61. Omar Bravo).

Honduras: Noel Valladares – Víctor Bernárdez, Maynor Figueroa, Emilio Izaguirre, Sergio Mendoza – Edgar Álvarez (81. Oscar Boniek García), Amado Guevara, Wilson Palacios, Danilo Turcios (69. Iván Guerrero) – Julio César de León (85. Carlo Costly), David Suazo. Trener: Reinaldo Rueda.
| 7 września 2008 | Meksyk · Andrés Guardado 2' · Fernando Arce 32' · Jonny Magallón 63' | 3:0(2:0) | Jamajka | m. Meksyk, Estadio Azteca Sędzia: Baldomero Toledo |
|                 |                                                                      |          |         |                                                    |

Meksyk: Oswaldo Sánchez – Jonny Magallón, Rafael Márquez, Ricardo Osorio, Carlos Salcido – Fernando Arce, Giovani dos Santos (71. Cuauhtémoc Blanco), Andrés Guardado, Pável Pardo (61. Gerardo Torrado), Luis Ernesto Pérez – Carlos Vela (78. Matías Vuoso).

Jamajka: Donovan Ricketts – Ricardo Gardner, Ian Goodison, Tyrone Marshall, Demar Phillips (46. Wolry Wolfe), Jermaine Taylor (52. Keneil Moodie) – Rodolph Austin, Evan Taylor, Andrew Williams – Deon Burton (71. Luton Shelton), Ricardo Fuller. Trener: René Simões.
| 11 września 2008 | Meksyk · Omar Bravo 58' · Rafael Márquez 72' | 2:1(0:0) | Kanada · Ali Gerba 77' | Tuxtla Gutiérrez, Estadio Víctor Manuel Reyna Sędzia: Neal Brizan |
|                  |                                              |          |                        |                                                                   |

Meksyk: Oswaldo Sánchez – Jonny Magallón, Rafael Márquez, Ricardo Osorio, Fausto Pinto – Fernando Arce (89. Cuauhtémoc Blanco), Giovani dos Santos (52. Omar Bravo), Andrés Guardado, Luis Ernesto Pérez, Gerardo Torrado – Carlos Vela (70. Carlos Ochoa).

Kanada: Lars Hirschfeld – Richard Hastings, Michael Klukowski, Adrian Serioux, Paul Stalteri – Jim Brennan (59. Ali Gerba), Julián de Guzmán, Dwayne De Rosario, Atiba Hutchinson, Issey Nakajima-Farran (67. Iain Hume) – Rob Friend (81. Olivier Occéan). Trener: Dale Mitchell.
| 24 września 2008 | Meksyk | 0:1(0:0) | Chile · Juan Carlos Valenzuela 75' (sam.) | Carson, Home Depot Center Sędzia: Kevin Stott |
|                  |        |          |                                           |                                               |

Meksyk: Guillermo Ochoa – Leobardo López, Diego Martínez (87. Jorge Torres Nilo), Fausto Pinto (87. José Antonio Castro), Juan Carlos Valenzuela – Jaime Correa (64. Mario Méndez), Zinha (46. William Paredes), Luis Ernesto Pérez – Enrique Esqueda (46. Carlos Esquivel), Francisco Fonseca, Carlos Ochoa (73. Arnhold Rivas).

Chile: Miguel Pinto – Osvaldo González, Hans Martínez – Roberto Cereceda, Marco Estrada, José Pedro Fuenzalida, Manuel Iturra, Fernando Meneses – Emilio Hernández (89. Matías Celis), Fabián Orellana (86. Francisco Pizarro), Boris Sagredo (80. Luis Figueroa). Trener: Marcelo Bielsa.
| 12 października 2008 | Jamajka · Ricardo Fuller 15' | 1:0(1:0) | Meksyk | Kingston, Independence Park Widzów: 27 000 Sędzia: Walter Quesada |
|                      |                              |          |        |                                                                   |

Jamajka: Donovan Ricketts – Claude Davis (75. Demar Stewart), Ricardo Gardner, Ian Goodison, Tyrone Marshall, Demar Phillips, O’Neil Thompson (79. Jermaine Johnson) – Rodolph Austin, Jamal Campbell-Ryce – Ricardo Fuller (70. Omar Cummings), Luton Shelton. Trener: Theodore Whitmore.

Meksyk: Oswaldo Sánchez – Jonny Magallón, Rafael Márquez, Ricardo Osorio (55. Aarón Galindo), Carlos Salcido – Fernando Arce, Giovani dos Santos, Luis Ernesto Pérez (67. Omar Arellano), Gerardo Torrado – Omar Bravo (57. Matías Vuoso), Carlos Vela.
| 16 października 2008 | Kanada · Ali Gerba 13' · Tomasz Radzinski 50' | 2:2(1:1) | Meksyk · Carlos Salcido 35' · Matías Vuoso 64' | Edmonton, Commonwealth Stadium Sędzia: Enrico Wijngaarde |
|                      |                                               |          |                                                |                                                          |

Kanada: Lars Hirschfeld – Marcel de Jong (39. Chris Pozniak), André Hainault, Kevin Harmse, Richard Hastings (89. Charles Gbeke), Michael Klukowski, Adrian Serioux, Paul Stalteri – Patrice Bernier – Ali Gerba, Tomasz Radzinski. Trener: Dale Mitchell.

Meksyk: Oswaldo Sánchez – Aarón Galindo, Jonny Magallón, Ricardo Osorio, Carlos Salcido – Fernando Arce (82. Carlos Ochoa), Giovani dos Santos, Andrés Guardado, Luis Ernesto Pérez (55. Matías Vuoso), Gerardo Torrado – Carlos Vela (67. Omar Bravo).
| 13 listopada 2008 | Meksyk · Leobardo López 50' · Matías Vuoso 90+3' | 2:1(0:1) | Ekwador · Isaac Mina 8' | Phoenix, University of Phoenix Stadium Sędzia: Alex Prus |
|                   |                                                  |          |                         |                                                          |

Meksyk: Guillermo Ochoa – Edgar Dueñas, Diego Martínez, Fausto Pinto, Óscar Rojas (46. Leobardo López) – Fernando Arce (46. Israel Martínez), Nery Castillo (72. César Villaluz
0, Gerardo Torrado (67. Jaime Correa), Francisco Javier Torres (46. Zinha) – Francisco Fonseca (58. Edgar Castillo), Matías Vuoso.

Ekwador: Máximo Banguera – Luis Checa, Enrique Gámez, Jorge Guagua, Isaac Mina (46. Narciso Mina) – Walter Ayoví (90+3. Jefferson Pinto), Fernando Hidalgo, Pedro Quiñónez, Luis Saritama (90. Fabricio Guevara) – Luis Bolaños (86. Giovanni Nazareno), Pablo Palacios (89. Joao Rojas). Trener: Sixto Vizuete.
| 20 listopada 2008 | Honduras · Ricardo Osorio 51' (sam.) | 1:0(0:0) | Meksyk | San Pedro Sula, Estadio Olímpico Metropolitano Sędzia: Carlos Batres |
|                   |                                      |          |        |                                                                      |

Honduras: Noel Valladares – Víctor Bernárdez, Maynor Figueroa, Sergio Mendoza – Iván Guerrero, Amado Guevara, Emil Martínez (71. Ramón Núñez), Wilson Palacios, Hendry Thomas (45+1, Danilo Turcios) – Carlo Costly, David Suazo. Trener: Reinaldo Rueda.

Meksyk: Oswaldo Sánchez – Aarón Galindo, Rafael Márquez, Ricardo Osorio, Carlos Salcido – Fernando Arce (72. Nery Castillo), Andrés Guardado, Zinha (57. Carlos Vela), Pável Pardo, Gerardo Torrado – Matías Vuoso (82. Omar Bravo).
| 19 stycznia 2009 | Meksyk | 0:1(0:0) | Szwecja · Alexander Farnerud 57' | Oakland, McAfee Coliseum |
|                  |        |          |                                  |                          |

Meksyk: Oswaldo Sánchez (46. Guillermo Ochoa) – Edgar Dueñas (52. Julio Domínguez), Leobardo López, Diego Martínez (46. Juan Carlos Valenzuela), Fausto Pinto – Lucas Ayala (59. Zinha), Israel Martínez (70. César Villaluz), Alberto Medina, Leandro Augusto, Pável Pardo – Matías Vuoso (46. Carlos Ochoa).

Szwecja: John Alvbåge – Patrik Anttonen, Rasmus Bengtsson, Mattias Bjärsmyr, Adam Johansson – Daniel Andersson (46. Samuel Holmén), Rasmus Elm (90. Andreas Dahl), Martin Eriksson (87. Gustav Svensson), Andreas Johansson – Alexander Farnerud (75. Andreas Landgren), Daniel Nannskog (66. Denni Avdić). Trener: Lars Lagerbäck.
| 12 lutego 2009 | Stany Zjednoczone · Michael Bradley 43', 90+2' | 2:0(1:0) | Meksyk | Columbus, Columbus Crew Stadium Widzów: 23 776 Sędzia: Carlos Batres |
|                |                                                |          |        |                                                                      |

Stany Zjednoczone: Tim Howard – Carlos Bocanegra, Oguchi Onyewu, Heath Pearce – DaMarcus Beasley, Michael Bradley, Clint Dempsey, Landon Donovan, Frankie Hejduk, Sacha Kljestan (86. Ricardo Clark) – Brian Ching (82. Jozy Altidore). Trener: Bob Bradley.

Meksyk: Oswaldo Sánchez – Aarón Galindo, Rafael Márquez, Ricardo Osorio, Carlos Salcido – Nery Castillo (34. Israel Martínez), Giovani dos Santos (71. Omar Bravo), Alberto Medina (59. Zinha), Leandro Augusto, Pável Pardo – Carlos Ochoa.
| 13 marca 2009 | Meksyk · Matías Vuoso 24', 58' · Leandro Augusto 32' · Sergio Santana 72' (k.) · José María Cárdenas 85' | 5:1(2:0) | Boliwia · Didí Torrico 68' | Commerce City, Dick's Sporting Goods Park Sędzia: Baldomero Toledo |
|               | |          |                            |                                                                    |

Meksyk: Guillermo Ochoa – Julio Domínguez (46. Hugo Ayala), Leobardo López, Fausto Pinto (75. José María Cárdenas), Óscar Rojas – Fernando Arce (46. Luis Ernesto Pérez), Israel Martínez, Leandro Augusto (46. César Villaluz), Gerardo Torrado – Omar Bravo (61. Sergio Santana), Matías Vuoso (61. Zinha).

Boliwia: Carlos Arias – Miguel Hoyos, Juan Manuel Peña, Luis Gatty Ribeiro (33. Santos Amador), Edemir Rodríguez – Álex da Rosa, Wálter Flores (46. Joaquín Botero), Ignacio García, Leonel Reyes (76. Jaime Robles), Joselito Vaca (55. Didí Torrico) – José Castillo (46. Lorgio Álvarez). Trener: Erwin Sánchez.
| 29 marca 2009 | Meksyk · Omar Bravo 20' · Pável Pardo 53' (k.) | 2:0(1:0) | Kostaryka | m. Meksyk, Estadio Azteca Widzów: 105 000 Sędzia: Terry Vaughn |
|               |                                                |          |           |                                                                |

Meksyk: Guillermo Ochoa – Aarón Galindo, Leobardo López, Ricardo Osorio (79. Jonny Magallón), Fausto Pinto – Fernando Arce, Andrés Guardado (79. Gerardo Torrado), Leandro Augusto, Pável Pardo – Omar Bravo, Matías Vuoso (85. Omar Arellano).

Kostaryka: Ricardo González – Freddy Fernández, Roy Myrie (60. Armando Alonso), Michael Umaña – Celso Borges, Júnior Díaz, Esteban Granados (46. Álvaro Saborío), Óscar Emilio Rojas – Andy Furtado, Bryan Ruiz, William Sunsing (51. Pablo Brenes). Trener: Rodrigo Kenton.
| 2 kwietnia 2009 | Honduras · Carlo Costly 17', 79' · Carlos Pavón 43' | 3:1(2:0) | Meksyk · Nery Castillo 82' (k.) | San Pedro Sula, Estadio Olímpico Metropolitano Widzów: 28 000 Sędzia: Paul Ward |
|                 |                                                     |          |                                 |                                                                                 |

Honduras: Noel Valladares – Osman Chávez, Maynor Figueroa, Emilio Izaguirre, Mauricio Sabillón – Amado Guevara, Ramón Núñez (74. Danilo Turcios), Wilson Palacios – Carlo Costly (82. Hendry Thomas), Julio César de León (90. Marvin Chávez), Carlos Pavón. Trener: Reinaldo Rueda.

Meksyk: Guillermo Ochoa – Leobardo López (27. Aarón Galindo), Jonny Magallón, Fausto Pinto, Carlos Salcido – Andrés Guardado, Leandro Augusto, Pável Pardo, Luis Ernesto Pérez (46. Matías Vuoso – Omar Bravo (70. Nery Castillo), Carlos Vela.